# Kościół Najświętszego Serca Pana Jezusa w Górnowie
Kościół Najświętszego Serca Pana Jezusa w Górnowie – katolicki kościół filialny zlokalizowany w Górnowie, gmina Banie. Należy do parafii Matki Boskiej Wspomożenia Wiernych w Baniach.
Kościół został wybudowany pod koniec XIV w., a do budowy użyto granitowych ciosów. Budowla była kilkakrotnie przebudowywana w XV, XVIII i XIX w., podczas pierwszej przebudowy dobudowano wieżę. Po zakończeniu działań wojennych przywrócony do kultu w dniu 14 lipca 1946 jako parafia rzymskokatolicka pw. Najświętszego Serca Pana Jezusa. Przylega do niego cmentarz ze starodrzewem rosnącym przy jego wschodniej granicy. Na nekropolii nagrobki z okresu powojennego, całość otoczona kamiennym murem.
Podczas rutynowych badań konserwatorskich na przełomie lat 2014/2015 odkryto polichromowane deskowanie stropu, które było ukryte w przestrzeni więźby dachowej przez co najmniej trzysta lat. Polichromie o dużej wartości artystycznej wykonane zostały techniką cienkiej, suchej tempery, bez gruntowania w trzeciej ćwierci XVI wieku. Przedstawiają motywy geometryczne i florystyczne – wici, róże czteropłatkowe, sześcioramienne gwiazdy otoczone czerwoną bordiurą. Datowanie wskazuje na to, że jest to najstarszy zachowany polichromowany strop na Pomorzu Zachodnim.